# مستشفى السويس للجراحات الدقيقة
مستشفى السويس للجراحات الدقيقة هي مستشفي في السويس، السويس، مصر.

## الوصف
مستشفى السويس للجراحات الدقيقة يضم الاستقبال والطوارئ، و25 عيادات خارجية، و25 سريرًا للرعايات المركزة، و8 حضانات، و94 سريرًا للإقامة الداخلية، و16 سريرًا للغسيل الكُلوي، و5 غرف عمليات، وغرفة للولادة الطبيعية أو القيصرية، و6 غرف إفاقة، و6 للتحضير للعمليات، ومعامل «الدم، الكيمياء، الميكروبيولوجي، الباراسيتولوجي، المناعة»، إضافة إلى وحدة القسطرة القلبية، وقسم الأشعة «السينية، المقطعية، الموجات فوق الصوتية»، والصيدليات، وقاعة كبرى للتدريبات النظرية والعملية، والخدمات المساندة بالمستشفى.